# Jacques Duquennoy
 (septembre 2016).
Si vous disposez d'ouvrages ou d'articles de référence ou si vous connaissez des sites web de qualité traitant du thème abordé ici, merci de compléter l'article en donnant les références utiles à sa vérifiabilité et en les liant à la section « Notes et références ».
Pour les articles homonymes, voir Duquennoy.
Jacques Duquennoy, né le 29 juin 1953 à Corbie (Somme), est un auteur et illustrateur français vivant à Amiens.

## Biographie
Après des études à l'Institut d'art d'Amiens et à l'université de Paris I, Jacques Duquennoy devient, entre autres, instituteur maître auxiliaire, agent commercial de matériel pédagogique dans les écoles et éditeur. Il publie en 1994 son premier livre pour la jeunesse (Le Dîner Fantôme) et se consacre désormais entièrement à cette activité. Après la série des Fantôme, son premier personnage, Jacques Duquennoy crée Petit Clown, Zazou et Léopold, Camille la girafe, ...

## Publications
- Le Dîner fantôme, Albin Michel Jeunesse, 1994  (ISBN 2226064311)
- Les Fantômes au Loch-Ness, Albin Michel Jeunesse, 1996  (ISBN 2226071202)
- Les Fantômes à la cave, Albin Michel Jeunesse, 1996  (ISBN 2226082212)
- Opération fantôme, Albin Michel Jeunesse, 1998  (ISBN 2226090517)
- Snowman, Albin Michel Jeunesse, 1998
- Les Fantômes et la Sorcière, Albin Michel Jeunesse, 1999
- Clown, ris !, Albin Michel Jeunesse, 1999  (ISBN 2226102159)
- Pôle nord Pôle sud, Albin Michel jeunesse, 2000
- La Grande Ourse, Albin Michel jeunesse, 2000
- Surprise à la noce, Albin Michel jeunesse, 2002
- Les Fantômes : la Salle de bain, Albin Michel jeunesse, 2002
- Les Fantômes : les Petits Galopins, Albin Michel jeunesse, 2002
- Les Fantômes : la Farce de Nessie, Albin Michel jeunesse, 2002
- Les Fantômes : les Chutes du Niagara, Albin Michel jeunesse, 2003
- Sacrés fantômes, Albin Michel jeunesse, 2003
- Une nuit aux catacombes, Albin Michel jeunesse, 2003
- Camille tombe en panne, Albin Michel jeunesse, 2003
- Camille est en vacances, Albin Michel jeunesse, 2003
- Camille fait trop peur, Albin Michel jeunesse, 2003
- Camille fait de l'aéroplane, Albin Michel jeunesse, 2003
- Camille pense au Père Noël, Albin Michel jeunesse, 2003
- Camille tourne tourne tourne, Albin Michel jeunesse, 2003
- Camille va à la pêche, Albin Michel jeunesse, 2003
- Les Fantômes à la cave, Albin Michel Jeunesse, 2004  (ISBN 2226082212)
- Camille a des belles bottes, Albin Michel jeunesse, 2004
- Camille apprend à écrire, Albin Michel jeunesse, 2004
- Camille peint partout, Albin Michel jeunesse, 2004
- Camille a une puce, Albin Michel jeunesse, 2004
- Camille va sur Mars, Albin Michel jeunesse, 2004
- L'Anniversaire d'Henri, Albin Michel Jeunesse, 2005  (ISBN 222615034X)
- La Fée Kiki, Albin Michel jeunesse, 2005
- Camille a trois chipies, Albin Michel jeunesse, 2005
- Camille a une ancêtre, Albin Michel jeunesse, 2005
- Camille escalade l'Himalaya, Albin Michel jeunesse, 2005
- Camille fait du hockey, Albin Michel jeunesse, 2005
- Camille pêche en Alaska, Albin Michel jeunesse, 2005
- Camille teste les toboggans, Albin Michel jeunesse, 2005
- Camille fait l'école, Albin Michel jeunesse, 2006
- Camille voit la vie en rose, Albin Michel jeunesse, 2006
- Camille a un petit matelot, Albin Michel jeunesse, 2006
- Camille a de la visite, Albin Michel jeunesse, 2006
- Camille écoute la baleine, Albin Michel jeunesse, 2007
- Camille va au cirque, Albin Michel jeunesse, 2007
- Camille a un bébé, Albin Michel jeunesse,
- Les Plus Belles Histoires de Camille, Albin Michel jeunesse, 2008
- Camille lit une histoire, Albin Michel jeunesse, 2008
- Comment devenir un vrai fantôme en 4 leçons, Albin Michel jeunesse, 2008
- Camille à la ferme, Albin Michel jeunesse, 2010  (ISBN 978-2226195463)
- Le Trésor du pirate (Pacôme le fantôme), Albin Michel jeunesse, 2008  (ISBN 978-2226189349)
- Le Chevalier du château (Pacôme le fantôme), Albin Michel jeunesse, 2008  (ISBN 978-2226183224)
- La Princesse des jouets (Pacôme le fantôme), Albin Michel jeunesse, 2008
- La Forêt des dinosaures (Pacôme le fantôme), Albin Michel jeunesse, 2009
- La Fée Colorette (Pacôme le fantôme), Albin Michel jeunesse, 2009
- Pic et Poc les robots (Pacôme le fantôme), Albin Michel jeunesse, 2009
- Pacôme et le train fantôme, Albin Michel jeunesse, 2010  (ISBN 978-2226208644)
- Camille va au supermarché, Albin Michel jeunesse, 2011  (ISBN 978-2226218452)
- Camille déménage, Albin Michel jeunesse, 2011  (ISBN 978-2226170248)